# Eleições parlamentares na Estónia em 2019
As eleições parlamentares na Estónia em 2019 foram realizadas a 3 de março de 2019, na Estónia, para eleger os 101 deputados do Riigikogu.
O Partido Reformista Estónio permaneceu como o maior partido, ganhando 4 assentos para um total de 34 e o Partido Popular Conservador da Estônia teve o maior ganho geral, aumentando o seu número de assentos em 12 para um total de 19 assentos. Os partidos do governo, o Partido do Centro Estónio, o Isamaa e o Partido Social Democrata, perderam todos assentos, com o Partido Livre da Estónia a perder representação parlamentar, por não ter passado a cláusula de barreira nacional de 5%.
Num movimento que gerou protestos na sociedade, Jüri Ratas, líder do Partido do Centro Estónio, recusou a oferta de Kaja Kallas, líder do Partido Reformista Estónio, para formar uma coligação conjunta, formando, em vez disso uma coligação com o Partido Popular Conservador da Estônia e o Isamaa.

## Sistema eleitoral
Os 101 membros do Riigikogu são eleitos por representação proporcional em doze círculos eleitorais plurinominais. Os assentos são alocados usando um método D'Hondt modificado. Os partidos precisam passar a cláusula de barreira nacional de 5% para ganhar assentos. Se o número de votos emitidos para um candidato individual exceder ou igualar a quota simples no seu círculo eleitoral (obtida pela divisão do número de votos válidos expressos no distrito eleitoral pelo número de assentos no distrito), são considerados eleitos. Os restantes assentos são atribuídos com base na percentagem de votos de cada partido e no número de votos recebidos por cada candidato. Quaisquer assentos não alocados a nível do distrito são preenchidos usando uma lista fechada apresentada por cada partido a nível nacional.
Todos os cidadãos com mais de 18 anos têm direito de voto. A Estónia também usa o voto eletrónico.

## Partidos
| Partido | Partido                                | Líder               | Ideologia               | Espectro                  |
| ------- | -------------------------------------- | ------------------- | ----------------------- | ------------------------- |
|         | Partido Reformista Estónio             | Kaja Kallas         | Liberalismo clássico    | Centro-direita            |
|         | Partido do Centro Estónio              | Jüri Ratas          | Populismo               | Centro a Centro-esquerda  |
|         | Partido Social Democrata               | Jevgeni Ossinovski  | Social-democracia       | Centro-esquerda           |
|         | Isamaa                                 | Helir-Valdor Seeder | Conservadorismo         | Centro-direita a Direita  |
|         | Partido Livre da Estónia               | Kaul Nurm           | Conservadorismo liberal | Centro-direita            |
|         | Partido Popular Conservador da Estônia | Mart Helme          | Nacionalismo estónio    | Direita a Extrema-direita |

## Resultados Oficiais

Partido vencedor por círculo eleitoral.

| Partido                 | Partido                                | Votos     | %               | +/-       | Deputados | +/-       |
| ----------------------- | -------------------------------------- | --------- | --------------- | --------- | --------- | --------- |
|                         | Partido Reformista Estónio             | 162 364   | 28,94 / 100,00  | 1,25      | 34 / 101  | 4         |
|                         | Partido do Centro Estónio              | 129 617   | 23,10 / 100,00  | 1,71      | 26 / 101  | 1         |
|                         | Partido Popular Conservador da Estônia | 99 672    | 17,76 / 100,00  | 9,61      | 19 / 101  | 12        |
|                         | Isamaa                                 | 64 219    | 11,44 / 100,00  | 2,27      | 12 / 101  | 2         |
|                         | Partido Social Democrata               | 55 168    | 9,83 / 100,00   | 5,36      | 10 / 101  | 5         |
|                         | Estónia 200                            | 24 447    | 4,36 / 100,00   | Novo      | 0 / 101   | Novo      |
|                         | Verdes Estónios                        | 10 226    | 1,82 / 100,00   | 0,92      | 0 / 101   | Estável   |
|                         | Partido da Biodiversidade da Estónia   | 6 858     | 1,22 / 100,00   | Novo      | 0 / 101   | Novo      |
|                         | Partido Livre da Estónia               | 6 460     | 1,15 / 100,00   | 7,52      | 0 / 101   | 8         |
|                         | Partido da Esquerda da Estónia         | 510       | 0,09 / 100,00   | 0,04      | 0 / 101   | Estável   |
|                         | Independentes                          | 1 590     | 0,28 / 100,00   | 0,13      | 0 / 101   | Estável   |
| Votos Inválidos         | Votos Inválidos                        | 3 897     | 0,69 / 100,00   | 0,04      |           |           |
| Total                   | Total                                  | 565 028   | 100,00 / 100,00 |           | 101 / 101 |           |
| Eleitorado/Participação | Eleitorado/Participação                | 887 419   | 63,67 / 100,00  | 0,56      |           |           |
| Fonte                   | Fonte                                  | Valimised | Valimised       | Valimised | Valimised | Valimised |

| ↓   |      |     |    |      |
| SDE | KESK | REF | IE | EKRE |
| 10  | 26   | 34  | 12 | 19   |